# Aeschynomene angolense
Aeschynomene angolense är en ärtväxtart som beskrevs av Rossberg. Aeschynomene angolense ingår i släktet Aeschynomene och familjen ärtväxter. Inga underarter finns listade i Catalogue of Life.